# Ориби
Ориби (лат. Ourebia ourebi, енгл. Oribi, рус. Ориби) је врста сисара из реда папкара (Artiodactyla) и породице шупљорожаца (Bovidae).

## Угроженост
Ова врста није угрожена, и наведена је као последња брига јер има широко распрострањење.

## Распрострањење
Ориби има станиште у Анголи, Бенину, Боцвани, Буркини Фасо, Гани, Гвинеји Бисао, ДР Конгу, Еритреји, Етиопији, Замбији, Зимбабвеу, Јужноафричкој Републици, Камеруну, Кенији, Лесоту, Малавију, Малију, Мозамбику, Намибији, Нигеру, Нигерији, Обали Слоноваче, Руанди, Свазиленду, Сенегалу, Сијера Леонеу, Сомалији, Судану, Танзанији, Тогу, Уганди, Централноафричкој Републици и Чаду.

## Популациони тренд
Популација орибија се смањује, судећи по расположивим подацима.

## Станиште
Ориби има станиште на копну.
Врста је по висини распрострањена од нивоа мора до 2.000 метара надморске висине.